# Sliusari, Reșetîlivka
Sliusari (în ucraineană Слюсарі) este un sat în așezarea urbană Reșetîlivka din regiunea Poltava, Ucraina.